# Lago Kolvitskoye
El Lago Kolvitskoye (en ruso: Колвицкое озеро, Kolvitskoïe ozero) es el nombre que recibe un cuerpo de agua dulce situado en la península de Kola en el óblast de Murmansk en el noroeste del país euroasiático de Rusia.
La superficie del lago Kolvitskoye cubre unos 121 kilómetros cuadrados, con una profundidad máxima de 20 metros y un promedio de 12 m. El lago fluye a través de su emisario, el río Kolvitsa y está a 61 metros sobre el nivel del mar. El nivel del agua varía a través del año unos 180 cm. A partir de finales de octubre hasta finales de mayo, el lago está cubierto de hielo. El mayor afluente del Lago Kolvitskoye es el Bolshaya (Большая). El río Kolvitsa drena el lago en dirección oeste hasta el cercano golfo de Kandalaksha.